# Olivia Poulet
Olivia Poulet es una actriz de televisión inglesa.

## Biografía
Hija de una juez, tiene un hermano llamado Jamie que es neurocientífico.
En 1999 comenzó a salir con el actor Benedict Cumberbatch, sin embargo después de 12 años la relación terminó en el 2011.
En el 2012 comenzó a salir con el actor Laurence Dobiesz, la pareja se casó el 24 de diciembre del 2015.

## Carrera
En el 2009 dio vida a la autora inglesa Carol Thatcher, la hija de Margaret Thatcher (Lindsay Duncan) en la película Margaret.
En el 2016 apareció como invitada en un episodio de la tercera temporada de la serie The Musketeers donde interpretó a Henrietta Maria de Francia, la reina consorte de Inglaterra y hermana del rey Luis XIII de Francia (Ryan Gage).
En el 2018 se anunció que se uniría al elenco de la serie médica Holby City donde dará vida a Abigail Tait, la nueva CEO.

## Filmografía

### Series de televisión
| Año              | Título           | Personaje                  | Notas                           |
| ---------------- | ---------------- | -------------------------- | ------------------------------- |
| 2018 - presente  | Holby City       | Abigail Tait               |                                 |
| 2017             | Back             | Alison                     | 6 episodios                     |
| 2016             | Trollied         | Wendy                      | episodio # 6.3                  |
| 2016             | The Musketeers   | Henrietta María de Francia | episodio "The Queen's Diamonds" |
| 2016             | Fresh Meat       | Paz                        | episodio # 4.3                  |
| 2015             | BBC Comedy Feeds | Sophie                     | episodio "Dead Air"             |
| 2007, 2009, 2012 | The Thick of It  | Emma Messinger             | 10 episodios                    |
| 2011             | Without You      | Gwen Abbot                 | 3 episodios - miniserie         |

### Películas
| Año  | Título           | Personaje     | Notas |
| ---- | ---------------- | ------------- | --- |
| 2016 | Mad to Be Normal | Maria         | junto a David Tennant, Elisabeth Moss, Michael Gambon, Gabriel Byrne, David Bamber y Rebecca Gethings        |
| 2009 | Margaret         | Carol Tatcher | junto a Michael Cochrane, Lindsay Duncan, Alan Cox, Dermot Crowley, Roger Allam, Nicholas Day y Julian Firth |

### Videojuegos
| Año  | Título                  | Personaje                            | Notas                                    |
| ---- | ----------------------- | ------------------------------------ | ---------------------------------------- |
| 2014 | Dragon Age: Inquisition | -                                    | prestó su voz para las voces adicionales |
| 2011 | Dragon Age II           | Charade Amell / Moira / Lady Elegant | prestó su voz para los personajes        |

### Escritora
| Año  | Título             | Notas |
| ---- | ------------------ | ----- |
| 2012 | Mourning Rules     | corto |
| 2009 | Stalking Ben Chadz | corto |

### Teatro
| Año  | Obra                               | Personaje | Director    | Teatro             | Notas                                                                           |
| ---- | ---------------------------------- | --------- | ----------- | ------------------ | ------------------------------------------------------------------------------- |
| 2015 | Product                            | Leah      | Robert Shaw | Arcola Theatre     | -                                                                               |
| 2015 | How I Learned to Drive             | Li’l Bit  | Jack Sain   | -                  | junto a William Ellis, Bryony Corrigan, Holly Hayes y Joshua Miles              |
| 2013 | Adult Supervision                  | Izzy      | -           | Park Theatre       | junto a Amy Robbins, Susannah Doyle y Jacqueline Boatswain                      |
| 2013 | The Women: Dusa, Fish, Stas and Vi | Fish      | -           | Finborough Theatre | junto a Sophie Scott, Emily Dobbs y Helena Johnson                              |
| 2013 | The Captain of Kopenick            | -         | -           | National Theatre   | junto a Antony Sher, Nick Malinowski, Neil Ditt, Nick Sampson y Sandy Batchelor |
| 2012 | Fred's Diner                       | Chloe     | -           | -                  | junto a Cush Jumbo y Tracey Wilkinson                                           |
| 2012 | Shivered                           | Lyn       | -           | -                  | junto a Simon Lenagar, Joseph Drake y Robbie Jarvis                             |
| 2011 | Top Girls                          | Dull Gret | -           | Minerva Theatre    | junto a Lisa Kerr, Stella Gonet y Catherine McCormack                           |
| -    | Fumed Oak                          | Doris     | -           | -                  | junto a Kirsty Besterman, Peter Singh y Amy Cudden                              |
| -    | Still Life                         | Mildred   | -           | -                  | junto a Shereen Martin y Gyuri Sarossy                                          |
| -    | The Queef of Terence               | -         | -           | -                  | -                                                                               |
| -    | The Bird Flu Diaries               | -         | -           | -                  | -                                                                               |